# Svebor
Svebor è un'arte marziale originaria della Serbia. La parola Svebor deriva da "srpske veštine borenja" o "sve vrste borenja" che può essere tradotta rispettivamente come "arti marziali serbe" e "tutti i tipi di combattimento".